# Josef Richard Rozkošný
Josef Richard Rozkošný (Praag, 21 september 1833 – aldaar, 3 juni 1913) was een Boheems componist, muziekpedagoog, dirigent, pianist en filosoof.

## Levensloop
Rozkošný was een persoon met vele talenten. Naast elkaar studeerde hij muziek, filosofie, techniek en kunstschilder. Bij Josef Jiránek en bij Vaclav Jan Tomášek studeerde hij aan het muziekinstituut piano en bij Josef Proksch schoolmuziek. Hij was ook in de compositie-klas van de directeur Jan Bedřich Kittl van het Státní konservatori hudby v Praze (Praags conservatorium). In 1850 publiceerde hij zijn eerst lied. In 1855 maakte hij een succes- en omvangrijke concertreis door Hongarije, Servië en Roemenië.
Na zijn terugkeer werd hij ambtenaar bij de Tsjechische Bondsspaarbank. Hij was ook medewerker bij het Hudebni listy. Van de federatie van componisten, schrijvers en dergelijke kunstenaars Umělecká beseda was hij van 1871 tot 1873 en van 1881 tot 1889 voorzitter. Op 30 november 1897 werd hij tot lid benoemd van de Tsjechische Academie der wetenschappen en kunsten (České akademie věd a umění).
Rozkošný was dirigent van het amateurkoor "sboru Lukes" en een belangrijke persoon voor de culturele en sociale samenleving in Praag. Hij was een zeer productief componist en zijn werken waren heel populair bij het publiek. Zij waren ook belangrijk voor de ontwikkeling van de Tsjechische muziekcultuur. Zij werden veel uitgevoerd door Felix Mendelssohn Bartholdy en Charles Gounod. Zijn opera Svatojánské proudy met haar sprookjesachtige motieven, natuur-scènes en beschrijvende toon-schilderij werd van Bedřich Smetana beloofd en vanzelfsprekend door andere vakmensen en critici. Zij beleefde aan de Interimsopera en aan het Nationaal Theater (Tsjechisch: Národní Divadlo) 35 uitvoeringen. De opera Popelka (Assepoester) was de eerste Tsjechische opera, die gebaseerd was op een sprookje en beleefde 67 uitvoeringen alleen in Praag.

## Composities

### Werken voor orkest
- 1884 Růže (Ros), melodram voor orkest
- 1884 Odysseus, symfonisch gedicht voor orkest
- 1886 Sen Lásky (Droom van de liefde), symfonisch gedicht voor orkest
- Kvapík, voor orkest
- Ouverture tot de opera "Die Moldaunixe", voor orkest

### Werken voor harmonieorkest
- Die Moldaunixe, symfonisch gedicht voor harmonieorkest

### Missen en cantates
- 1856 Mše (Mis) in Bes-groot
- 1881 Lumír, cantate

### Muziektheater

#### Opera's
| Voltooid in     | titel                                                                                             | aktes      | première                                                           | libretto                                     |
| --------------- | ------------------------------------------------------------------------------------------------- | ---------- | ------------------------------------------------------------------ | -------------------------------------------- |
| 1856            | Ave Maria                                                                                         |            | 1856, Praag, privé-uitvoering                                      |                                              |
| 1870            | Mikuláš (Nikolaas)                                                                                | 2 aktes    | 5 december 1870, Praag, Interimstheater                            | Karel Sabina                                 |
| 1871            | Svatojánské proudy (De stroomsnellingen van St. Johan); geïnstrumenteerd door Karel Richard Šebor | 4 aktes    | 3 oktober 1871, Praag, Interimstheater                             | Eduard Rüffer, "Die Moldaunixe"              |
| 1877            | Záviš z Falkenštejna (Záviš van Falkenstein); geïnstrumenteerd door Karel Richard Šebor           | 4 aktes    | 14 oktober 1877, Praag, Interimstheater                            | Jindřich Böhm naar Vítězslav Hálek           |
| 1877            | Mladí pytláci                                                                                     |            | mei 1877, Mestanská Beseda                                         |                                              |
| 1885            | Popelka (Assepoester)                                                                             | 3 aktes    | 31 mei 1885, Praag, National Theater (Tsjechisch: Národní Divadlo) | Otokar Hostinský                             |
| 1886            | Rusalka                                                                                           | onvoltooid |                                                                    | Augustin Eugen Muzik naar Otakar Hostinský   |
| 1889            | Krakonoš (Rübezahl)                                                                               | 3 aktes    | 18 oktober 1889, Praag, Nationaal Theater                          | Jaroslav Borecký                             |
| 1893            | Stoja                                                                                             | 1 akte     | 6 juni 1894, Praag, Nationaal Theater                              | Otakar Kučera naar Josef Deograt Konrád      |
| 1898            | Satanella                                                                                         | 3 aktes    | 5 oktober 1898, Praag, Nationaal Theater                           | Karel Kádner naar Jaroslav Vrchlický         |
| 1902; rev. 1904 | Černé jezero (Zwarte Zee); oorspronkelijke titel: Šumavská víla (Böhmerwaldnixe)                  | 3 aktes    | 6 januari 1906, Praag, Nationaal Theater                           | Karel Kádner naar Adolf Heyduk "Dědův odkaz" |
|                 | Alchymista                                                                                        | onvoltooid |                                                                    |                                              |

### Werken voor koren
- Hanicka
- Večerní klekání, voor mannenkoor
- Zlatá Praha, voor mannenkoor

### Vocale muziek
- Romance, voor tenoor en piano
- Vecerni pisne, voor zangstem en piano - tekst: Vítězslav Hálek
  1. Tak modrojasna nebes ban...
  2. Na nebi plno hvezdicek...
  3. Prilitlo jaro z daleka

### Kamermuziek
- Feuillet d´Album, voor altviool en piano
- Slavnostní fanfára, voor 4 hoorns

### Werken voor piano
- La Cascade